# Schlacht um Saint-Lô

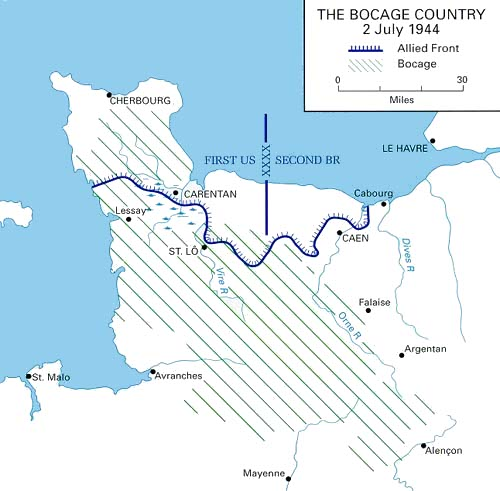
Frontverlauf kurz vor der Schlacht

Die Schlacht um Saint-Lô fand vom 3. bis zum 20. Juli 1944 etwa einen Monat nach der Landung alliierter Streitkräfte in der Normandie, der Operation Overlord, im Umland und in den Trümmern der, zuvor durch einen alliierten Luftangriff vollkommen zerstörten, Stadt Saint-Lô statt.
Operativ diente der Angriff auf die Stadt dazu, die erforderlichen Voraussetzungen für einen Durchbruch durch die deutschen Abwehrlinien zu schaffen. Die deutschen Verteidiger waren durch die typische Bocage-Landschaft nördlich der Region von Saint-Lô begünstigt. Nach Abschluss der Schlacht und der Einnahme von St. Lô gelang den amerikanischen Streitkräften in der Operation Cobra der Ausbruch aus den Landungszonen und die schnelle Befreiung weiter Teile Frankreichs.

## Luftangriff auf Saint Lô
Luftkrieg · Seekrieg
Neptune · Caen · Carentan · Cherbourg · Saint-Lô · Cobra · Bretagne · Lüttich · Falaise · Paris

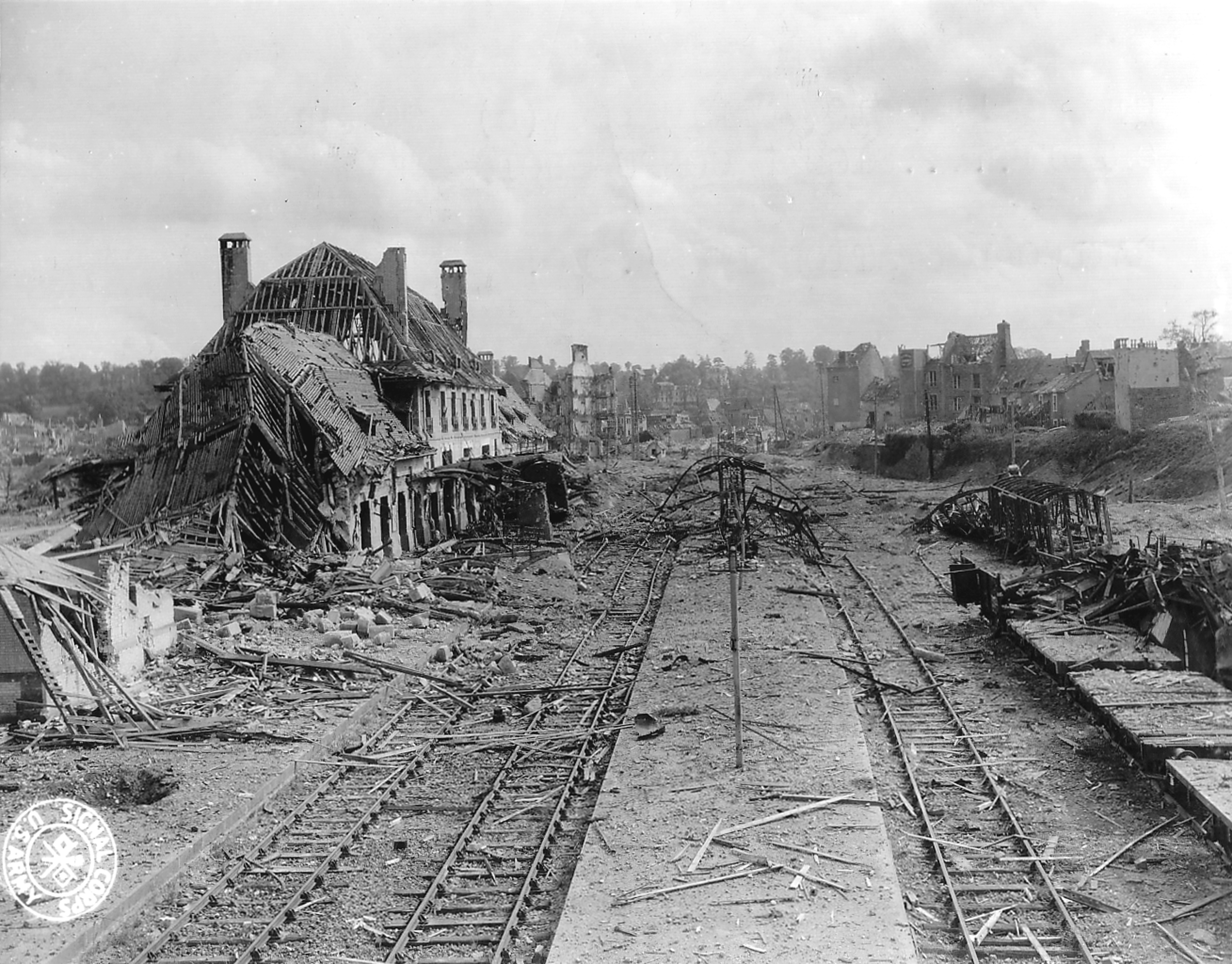
Das zerstörte Saint-Lô mit dem Bahnhof im Vordergrund

Saint-Lô war nach Einschätzung der Alliierten eine Schlüsselstellung der Deutschen und ein Verkehrsknotenpunkt zum Verlegen deutscher Truppen, darum wurde die Stadt noch in der Nacht nach der Landung, vom 6. auf den 7. Juni, von etwa 2.000 Bombern angegriffen. Der Versuch, die Bevölkerung vorher zu warnen und zum Verlassen der Stadt aufzufordern, schlug fehl, da die abgeworfenen Flugblätter vom Wind von der Stadt abgetrieben wurden. Das Bombardement verursachte zusätzlich zu den direkten Schäden großflächige Brände und zerstörte etwa 95 % der Stadt, über 1.000 der etwa 12.000 Einwohner fanden den Tod. Die deutsche Besatzung verschanzte sich in den Ruinen.

## Vorstoß auf St. Lô
Am 3. Juli 1944 begann der Angriff der 1st US Army in Richtung La Haye-du-Puits bei dem das VIII US Corps mit der 79th Infantry und der 90th Infantry Division angriff. Die neue Schlacht wurde als „Bataille du Bocage“, die „Heckenschlacht“, bezeichnet. Die Divisionen eroberten La Haye in der Nacht vom 8. auf den 9. Juli. Am 11. Juli wehrte die auf St. Lô vorrückende 30th US Infantry Division einen Angriff des Panzergrenadier-Regiment 902 der Panzer-Lehr-Division und von Panzern des Panzer-Regiment 6 ab. Im weiteren Vorstoß erreichte das 116th Infantry Regiment Pont-Hébert, wo es von Teilen des Fallschirmjäger-Regiment 13 aufgehalten wurde. Am 12. wurden die deutschen Stellungen vor Pont-Hébert durch alliierte Flieger bombardiert und schwer getroffen. Am 15. Juli kam das Fallschirmjäger-Regiment 14 bei Pont-Hébert zum Einsatz und erlitt schwere Verluste. In der Nacht vom 17. auf den 18. Juli räumten die deutschen Truppen das Städtchen nordwestlich von St. Lô, da Kräfte der 29th Infantry Division von Osten her auf die Stadt vorrückten.

## Eingesetzte Truppen
Auf alliierter Seite wurde der Angriff auf Saint-Lô durch Truppen des XIX US Corps (General Corlett) der 1st US-Army durchgeführt. Den Hauptangriff führte die 29th Infantry Division unter General Gerhardt durch, unterstützt wurde diese durch die 30th Infantry Division und die 35th Infantry Division. Außerdem waren noch Teile des V US Corps im Einsatz, die die Aufgabe übernahmen, eine strategische Höhe außerhalb Saint-Lôs zu nehmen.
Auf deutscher Seite lagen um Saint-Lô vor allem die Verbände des II. Fallschirm-Korps unter General Eugen Meindl: die 3. Fallschirmjäger-Division unter Richard Schimpf und die von vorherigen Kämpfen stark geschwächte 352. Infanterie-Division unter Dietrich Kraiss, der drei aus Teilen der 353. Infanterie-Division und der 266. Infanterie-Division gebildete Kampfgruppen unterstellt waren. Als Artillerie standen den Deutschen nach amerikanischen Angaben je zwei Batterien 10,5-cm-Haubitzen und 8,8-cm-Kanonen, sowie je eine Batterie 15-cm-Haubitzen und Nebelwerfer zur Verfügung. Gepanzerte Einheiten kamen nicht zum Einsatz.

## Kämpfe im Umland
Das durch Hecken und Wälle stark zergliederte Gelände in der Bocage bot den deutschen Verteidigern erhebliche Vorteile und behinderte das Vorankommen der alliierten Truppen, so dass erst am 29. Juni die Bodenoffensive auf die Stadt durch Teile des XIX. US-Korps begann. Da sich der deutsche Widerstand als stärker erwies als nach den schweren Bombardements vermutet, verlief die Schlacht für die Alliierten verlustreicher als erwartet. Allein das XIX. US-Korps verlor bei der Eroberung fast 11.000 Männer. Schließlich kesselten die Alliierten die Stadt ein.

## Kämpfe um die Stadt
Der eigentliche Kampf um die Stadt begann erst am 15. Juli 1944, die Straßenkämpfe dauerten bis Ende Juli an. Am Nachmittag des 18. Juli gegen 15:10 griff auf der Grenze zwischen 35th und 29th Infantry Division die Task Force Cota, unter der Führung von Major General Cota, in die Kämpfe ein, indem der Verband entlang der Nationalstraße D6 von Nordosten aus kommend vorrückte. M4 Sherman und M10 Tank Destroyer, zum 803rd Tank Destroyer Battalion gehörend, unterstützen die Infanteristen bei der Einnahme der Stadt. Am 19. Juli erreichen auch Teile der 35th Infantry Division die Stadt und entsetzen die teils abgekämpften Truppen der 29th Infantry. Gemeinsam kämpften sich die alliierten Truppen in den folgenden Tagen durch die Trümmerwüste und besetzen einen Straßenzug nach dem anderen.

## Folgen
Die deutschen Kräfte des II. Fallschirm-Korps waren nach der Schlacht um St. Lô in den vielen Gegenstößen und Abwehrkämpfen praktisch aufgebraucht worden. Die weiteren im Raum St. Lô stehenden deutschen Großverbände verfügten kaum mehr über Kampfgruppenstärke. Damit waren nahezu keine deutschen Kräfte mehr vorhanden, welche sich den nunmehr in der folgenden Operation Cobra vorstoßenden motorisierten, alliierten Verbänden entgegenstellen konnten. Während die alliierten Kräfte die schweren Verluste im Angriff verhältnismäßig leicht ausgleichen konnten, verfügte das Deutsche Reich im vierten Kriegsjahr über keine materiellen oder personellen Reserven mehr, mit denen die Verluste dieser Schlacht hätten ausgeglichen werden können.
Die Alliierten hatten nunmehr die Chance, Frankreich in einem schnellen Durchbruch zu befreien. Wie groß der tatsächliche Erfolg war, war jedoch für die Alliierten in den ersten Tagen nach der Schlacht noch nicht erkennbar.